# World One
World One ist ein Wolkenkratzer im Stadtteil Parel der indischen Großstadt Mumbai. Mit einer Höhe von 280 Metern ist das Gebäude das höchste Indiens.
Öffentlich vorgestellt wurde das Vorhaben im Jahr 2010. Die Realisierung schien zunächst nicht gesichert, jedoch wurde im Sommer 2011 der Bauplatz freigeräumt. Die eigentlichen Bauarbeiten wurden im Oktober 2011 begonnen. Das Gebäude soll sich durch eine abgerundete Form und Fassade auszeichnen sowie durch leichte Rücksprünge in verschiedenen Höhen, auf denen diverse Freiflächen entstehen sollen. Die Fassade zeichnet sich durch ihre Verkleidung mit einem Silberton aus.
Die ursprünglich geplante Höhe des schlanken Bauwerks betrug 442 Meter, der Projektentwickler Lodha Group versäumte es jedoch, von der Indischen Luftfahrtbehörde Airports Authority of India eine Genehmigung für die geplante Bauhöhe einzuholen.